# مسیر اورگن

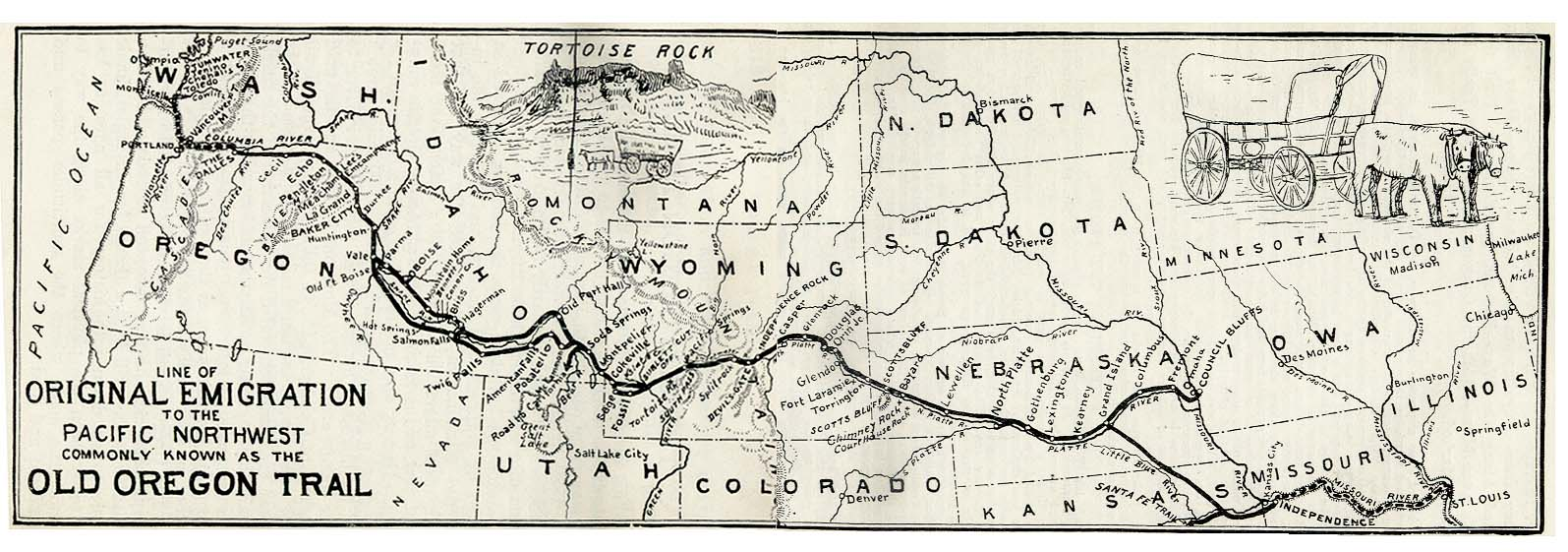
نقشه‌ای قدیمی از مسیر اورگن.

مسیر اورگن (The Oregon Trail) یک مسیر تاریخی شرقی غربی دلیجان‌ها به طول ۳۲۰۰ کیلومتر (۲۰۰۰ مایل) در شمال غربی ایالات متحده آمریکا است. این راه طولانی زمینی، به‌ویژه در سده نوزدهم، مسیر حرکت پیشگامان مهاجرت به غرب بود.
مسیر اورگن از ایالت میزوری به دهانه رودخانه کلمبیا در مرز بین واشینگتن و اورگن می‌رفت و رودخانه میزوری را به دره‌های ایالت اورگن پیوند می‌داد.

## پیشینه
استعمار اروپا در شمال قاره آمریکا در آغاز عمدتاً به کرانه‌های شرقی، جنوب و جنوب غربی ایالات متحده امروزی محدود می‌شد. پس از پایان جنگ استقلال آمریکا، ایالات متحده منطقه‌ای گسترده‌ای از نیوانگلند تا جورجیا و از سوی غرب تا می‌سی‌سی‌پی را به‌دست‌آورد. در سال ۱۸۰۳ اراضی لوئیزیانا که از فرانسه خریداری شد نیز به این قلمرو اضافه شد.
پس از آن توماس جفرسون، رئیس‌جمهور آمریکا در سال ۱۸۰۴، یک گروه کاوشگر را به رهبری مری‌ودر لوئیس و ویلیام کلارک به سرزمین‌های تازه به دست آمده فرستاد. این گروه به سواحل غرب قاره آمریکا رسید و به تقویت ادعای ارضی آمریکا بر بخش غربی این قاره کمک کرد.
کمی پس از انجام سفر مأموریتی لوئیس و کلارک، پیشگامان مهاجرت به سوی مناطق غربی جلب شدند. این گروه در ابتدا عمدتاً از کاشفان و افرادی موسوم به «مردان کوهی» (Mountain Men) تشکیل می‌شد که در کوه‌های راکی به شکار سگ آبی می‌پرداختند.
بعدها این منطقه برای پیشگامانی که می‌خواستند در غرب ساکن شوند نیز جذاب شد. علفزارهای وسیع این مناطق چندان برای مهاجران جذابیت نداشت اما شرایط مساعد خاک و آب و هوا برای کشاورزی در اورگن باعث جذب مهاجر شد.

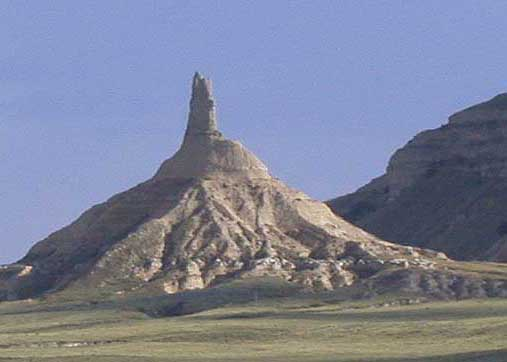
صخره دودکش (Chimney Rock) در کناره مسیر اورگن.

در حدود سال ۱۸۳۰ راهی که بعداً مسیر اورگن نام گرفت به مرور شکل گرفت. ویلیام سابلت نخستین دلیجان‌ها را از کوه‌های راکی گذراند وو پیشگامان دیگر نیز به دنبال او رفتند.
نخستین حرکت بزرگ در مسیر اورگن توسط مارکوس ویتمن سازماندهی شد. در ۲۲ ماه مه سال ۱۸۴۳، یک گروه از ۸۰۰ مهاجر پیشگام از الم گروو در میزوری به راه افتاده و در دلیجان‌هایی که توسط الاغ یا گاو کشیده می‌شد خود را به توپکای امروزی در کانزاس رساند.
این گروه سفر خود به غرب را ادامه داد و در پاییز ۱۸۴۳ بیش از ۷۰۰ تن از آنان موفق شدند سالم به اورگن برسند. بیش از ۳۰ پیشگام در راه از این گروه جدا شده و به سمت جنوب به طرف کالیفرنیا رفته‌بود.
در سال‌های پس از آن صدها هزار نفر از پیشگامان از تقریباً همان مسیر به سمت غرب هجرت کردند و هنوز هم در برخی مکان‌های این مسیر می‌توان ردهایی را یافت که دلیجان‌ها در گل و لای راه پشت سر گذاشته‌اند.
هنگامی که در سال ۱۸۶۹ راه‌آهن سراسری آمریکای شمالی ساخته شد مسیر اورگن اهمیت خود را تا اندازه‌ای از دست داد گرچه تا پایان قرن ۱۹ هم‌چنان از آن استفاده می‌شد. امروزه، بزرگراه‌ها تا حد زیادی همان مسیری که پیشگامان مسیر اورگن می‌پیمودند را دنبال می‌کنند.